# Gammel Skagen Strand
Gammel Skagen Strand eller Højen Strand er en badestrand ved Tannis Bugt i Gammel Skagen. Stranden er omkring 25 m bred og strækker sig til Kandestederne - Skiveren i syd og til Skagen Nordstrand i nord. Stranden er lukket for bilkørsel. Badestranden har det det blå flag.